# Polizeiruf 110: Angst heiligt die Mittel
Angst heiligt die Mittel ist ein Fernsehfilm von Christian von Castelberg aus dem Jahr 2016. Es ist die 361. Folge innerhalb der Krimireihe Polizeiruf 110. Das Rostocker Ermittlerduo Kriminalhauptkommissar Alexander Bukow (Charly Hübner) und die LKA-Beamtin Katrin König (Anneke Kim Sarnau) ermittelt in seinem 15. Fall. Die Haupt-Gaststars dieser Folge sind Markus John, Katarina Gaub, Markus Gertken, Mathis Werner und Thomas Neumann.

## Handlung
Eine obdachlose Frau wird in einem Dorf bei Rostock tot aufgefunden – sie wurde vergewaltigt und misshandelt. Die zwei im Ort lebenden, erst kürzlich aus der Haft entlassenen Sexualstraftäter Kukulies und Buschke sind nach Hinweisen der Dorfbewohner zuerst im Fokus der Ermittler Bukow und König. Neben dem Opfer findet sich eine Bierflasche mit Spuren von Kukulies, mit der die Tote schwer misshandelt wurde. Kurz darauf wird der pädophile Buschke erhängt in der Wohnung der beiden aufgefunden, und Bukow und König finden einen Laptop mit kinderpornografischem Material; Kukulies ist verschwunden. Im Gegensatz zur Meinung ihrer männlichen Kollegen ist König der Auffassung, dass der Mord nicht ins Täterprofil der beiden Vorbestraften passt. Sie sieht die Dorfbewohner als verdächtig an, die mehrfach kundgetan hatten, Kukulies und Buschke mit allen Mitteln aus ihrem Dorf loswerden zu wollen.
Tatsächlich stellt sich der auf dem Laptop vorhandene vermeintliche Handel mit Kinderpornografie als Fälschung heraus. Der ortsansässige frühere NVA-Offizier Heiner Bockmann wird überführt, die Obdachlose ermordet und die Spuren so gelegt zu haben, dass diese auf Kukulies als Täter hindeuten. Dieser wird unterdessen von dem ehemaligen Offizier und zwei anderen Dorfbewohnern auf einem Dachboden gefangen gehalten. Die Situation eskaliert, als Kukulies einen Jungen, der ihm heimlich zu trinken und zu essen gegeben hatte, in seine Gewalt bringen kann und mit ihm als Geisel flieht. Bukow und König verfolgen Kukulies bis zu einem einsamen Gehöft, wo er König zwischenzeitlich überwältigen und fast vergewaltigen kann. Kukulies wird schlussendlich überwältigt und verhaftet. Der Junge hatte fliehen können und begibt sich in die Obhut der Polizisten.
In der episodenübergreifenden, horizontalen Filmhandlung um Bukow und König erfährt Bukow, dass sein Vater nach einer Operation im Koma liegt. König hatte eine Zusage für eine Stelle in Berlin erhalten, ist sich im Verlaufe des Films aber unschlüssig, ob sie sie annehmen soll. Nach den Ereignissen um Kukulies bittet Bukow sie, seinetwegen in Rostock zu bleiben. Wie sie sich entscheiden wird, bleibt offen.

## Produktion, Sendetermin
Der Film wurde unter dem Arbeitstitel „Die 5. Gewalt“ vom 2. Juni 2015 bis zum 1. Juli 2015 in Warlow, Mestlin und Hamburg gedreht, nur die Schlussszene spielt auf dem Neuen Markt in Rostock. Im November 2016 hatte der Film bei den Nordischen Filmtagen in Lübeck seine Premiere.
Für den Sendetermin an Neujahr 2017 war zuerst der Tatort: Sturm und sodann der Tatort: Söhne und Väter vorgesehen, bevor wenige Tage vor Silvester der Polizeiruf 110: Angst heiligt die Mittel ins Programm genommen wurde.

## Rezeption

### Einschaltquote
Die Erstausstrahlung von Angst heiligt die Mittel am 1. Januar 2017 wurde in Deutschland von insgesamt 7,02 Millionen Zuschauern gesehen und erreichte einen Marktanteil von 18,6 Prozent für Das Erste.

### Kritik
„Dieser 'Polizeiruf' ist harter Stoff. […] Hier wird ein Gesellschaftspanorama entfaltet, in dem der Trieb der einen und die Panik der anderen gefährlich zusammenwirken. Ein entfesseltes, ja entgrenztes Angstszenario – das in der zweiten Hälfte leider erhebliche Schwächen aufweist. Da geht es, inhaltlich völlig unnötig, nach Polen zu einem Kinderpornoring. Und die Plausibilität leider flöten. Der verstörenden Gesamtwirkung dieses Neujahrskrimis tut das keinen Abbruch: auf ein schreckliches 2017.“